# Parafia Wniebowzięcia Najświętszej Maryi Panny w Baszkowie
Parafia Wniebowzięcia Najświętszej Maryi Panny w Baszkowie – parafia rzymskokatolicka, znajdująca się w diecezji kaliskiej, w dekanacie Zduny.